# Sumatra-orangutang
Sumatra-orangutang (Pongo abelii) er den ene af to arter af orangutanger. Den findes kun på øen Sumatra i Indonesien og er mere sjælden end Borneo-orangutang. 

## Beskrivelse
Hannen af Sumatra-orangutang bliver op til omkring 140 cm høj med en vægt på op til 90 kg. Hunner er mindre og har i gennemsnit en højde på 90 cm og en vægt på 45 kg. Sammenlignet med Borneo-orangutang er den tyndere med et mere langstrakt ansigt. Desuden er håret længere med en mere blegrød farve.

## Levevis
I forhold til Borneo-orangutang lever Sumatra-orangutangen mere af frugt og især insekter. De foretrukne frugter er figner og jackfrugter. Den spiser også fugleæg og små hvirveldyr. Sumatra-orangutangen bruger meget mindre tid på at spise træernes inderbark end dens slægtning på Borneo.

### Livsstadier
Sumatra-orangutangens liv kan opdeles i fem stadier, der karakteriseres af forskellige fysiske og adfærdsmæssige træk. 
Første stadie er babystadiet, der varer fra fødslen til en alder af 2½ år. I denne periode er vægten 2-6 kilogram. Ungen har da lyse områder omkring øjnene og næsen, der står i kontrast til mørkere områder i resten af ansigtet og til langt udstående hår, der vokser frem omkring ansigtet. I denne periode bæres den altid af moren, når de skal flytte sig fra sted til sted, og den er meget afhængig af moren med hensyn til mad, og sover i morens rede.
Næste stadie er barnestadiet, der finder sted i en alder af 2½ til 5 år. Orangutangen vejer da mellem 6 og 15 kilogram, og ser ikke meget anderledes ud end i babystadiet. Selvom den stadig bæres af moren, leger den ofte med jævnaldrende og foretager små ture på opdagelse under opsyn af moren. I slutningen af dette stadie holder den op med at sove i morens rede og bygger sin egen rede i nærheden.
I alderen fra 5 til 8 år er ungen i et ungdomsstadie. Den vejer omkring 15-30 kilogram. De lyse områder af ansigtet begynder at forsvinde og bliver på et tidspunkt helt mørke. I denne periode har ungen stadig konstant kontakt med moren, men udvikler dog alligevel stærkere bånd til jævnaldrende, mens de leger sammen i grupper. Ungen er stadig forsigtig i nærheden af ukendte voksne, især hanner. 
I en alder af 8 år kan hunner betragtes som fuldt udviklede og kan nu selv få unger. Hanner derimod indtræder nu i en sub-adult periode, der varer fra 8 til omkring 13-15 års alderen, hvor de vejer 30-50 kilogram. Deres ansigter er fuldstændig mørke og de begynder at udvikle de store fedtholdige kindvalker. Deres skæg begynder at gro, mens håret omkring ansigtet bliver kortere og nu lægger sig mere fladt over hovedet i stedet for at være udstående. I denne priode bliver hannerne kønsmodne, men er stadig socialt uudviklede og undgår kontakt med fuldt voksne hanner.
Til slut bliver hanner af Sumatra-orangutangen fuldt voksne i en alder af 13-15 år. De er da meget store dyr med en vægt på 50-90 kg. De har helt udvokset skæg, fuldt udviklede kindvalker og langt hår. Disse orangutanger er nået fuld kønsmodenhed og er fuldt socialt udviklede. De bevæger sig nu kun alene omkring.